# Da’vian Kimbrough
Da’vian Jaleel Kimbrough (* 18. Februar 2010 in Woodland, Kalifornien) ist ein US-amerikanischer Fußballspieler, der hauptsächlich als Mittelstürmer für den USL-Championship-Verein Sacramento Republic spielt. Er wurde im Oktober 2023 mit 13 Jahren, sieben Monaten und 13 Tagen zum jüngsten professionellen Spieler in der Geschichte der Vereinigten Staaten.

## Frühes Leben
Kimbrough wurde in Woodland, Kalifornien, als Kind eines afroamerikanischen Vaters und einer mexikanisch-amerikanischen Mutter geboren. Er begann seine Jugendfußballkarriere beim North Bay Elite FC und beim Woodland SC. Im Jahr 2021 schloss er sich der Jugendakademie des Sacramento Republic FC an. Im Juni 2023 war er Gastspieler bei der New York Red Bulls Academy beim Bassevelde U13 Cup, wo er half, das erste MLS-Akademieteam zu werden, das das Turnier gewann, und wurde zum MVP des Turniers ernannt.

## Vereinskarriere
Am 8. August 2023 unterzeichnete Kimbrough einen Profivertrag bei Sacramento Republic in der USL Championship. Zu diesem Zeitpunkt war er 13 Jahre, fünf Monate und 13 Tage alt und wurde damit zum jüngsten professionellen Athleten in der Geschichte des US-amerikanischen Sports. Am 1. Oktober 2023 gab Kimbrough sein Profidebüt, als er im Spiel gegen die Las Vegas Lights eingewechselt wurde. Er wurde somit im Alter von 13 Jahren, sieben Monaten und 13 Tagen zum jüngsten Spieler, der in einer US-amerikanischen Mannschaftssportart antrat.

## Nationalmannschaft
Kimbrough wurde in den USA geboren und besitzt die doppelte Staatsbürgerschaft (USA und Mexiko). Im Oktober 2022 wurde er zu einem Sichtungslehrgang der Vereinigten Staaten für Spieler der Jahrgänge 2008 und 2009 eingeladen, obwohl er 2010 geboren wurde. Im September 2023 wurde er zu einem Trainingslager mit der mexikanischen U16-Nationalmannschaft berufen.